# Krawcowizna
Krawcowizna – wieś w Polsce położona w województwie mazowieckim, w powiecie wołomińskim, w gminie Strachówka. Ma status sołectwa.
W latach 1975–1998 miejscowość administracyjnie należała do województwa siedleckiego.
2 września 1943 miejscowy leśniczy wydał w ręce niemieckie oddział Gwardii Ludowej im. Mordechaja Anielewicza, którego członkami byli dawni powstańcy getta warszawskiego pod dowództwem Janka Szwarcfusa. Dwunastu członków oddziału zostało zabitych przez Niemców, zaś dwójce udało się zbiec. Zabici zostali upamiętnieni pomnikiem na cmentarzu żydowskim przy ulicy Okopowej w Warszawie. 
Wierni Kościoła rzymskokatolickiego należą do parafii Świętej Trójcy w Sulejowie.